# Mouamenam (peuple)
Pour les articles homonymes, voir Mouamenam.
Les Mouamenam (ou Muamenam) sont une population vivant au sud du Cameroun, dans la région du Littoral, particulièrement dans le département du Moungo et notamment dans l'arrondissement de Manjo.

## Langue
Ils parlent le mouamenam (ou mwamenam), un dialecte de l'akoose, une langue bantoue.